# ألان هنت
ألان هنت (27 سبتمبر 1959 في نيوزيلندا - ) (بالإنجليزية: Alan Hunt)‏ هو لاعب كريكت نيوزلندي.

## وصلات خارجية
- ألان هنت على موقع إي آس بي آن كريك إنفو (الإنجليزية)